# Elecciones presidenciales de Serbia de 2003
El 16 de noviembre de 2003 se celebraron elecciones para elegir al presidente de la República de Serbia. Después de la expiración del mandato del presidente Milan Milutinović, este fue el tercer intento de elegir a su sucesor, después del fin del mandato de Milutinović del Partido Socialista de Serbia (SPS) estaba ejerciendo la presidencia interina del país Nataša Mićić de la Alianza Cívica de Serbia (GSS) desde el 29 de diciembre de 2002 en su calidad de presidenta de la Asamblea Nacional.

## Contexto
El 12 de marzo de 2003, el presidente del Gobierno, Zoran Đinđić, fue asesinado por un francotirador mientras se encontraba en el patio del edificio gubernamental. El rastro de un asesinato patrocinado por el crimen organizado, cuando Đinđić ya había sido objeto de un intento de asesinato un mes antes, fue como mínimo sospechoso; como resultado, el estado de emergencia fue declarado por la presidenta interina Nataša Mićić. El consejo ejecutivo del Partido Demócrata, la principal formación de la coalición gobernante Oposición Democrática de Serbia (DOS), se reúne cinco días después y elige a su vicepresidente y exministro federal del Interior Zoran Živković como nuevo jefe del partido. El estado de emergencia se levantó el 22 de abril, mientras el gobierno lanzaba una operación a gran escala contra las mafias que resultó en 10.000 detenciones, incluidas 4.500 en prisión preventiva, revelando la existencia de una vasta red criminal. forjado durante el gobierno de Slobodan Milošević con la complicidad de las autoridades serbias.

## Sistema electoral
El Presidente de la República es el Jefe de Estado de la República de Serbia, una república autónoma dentro de la República Federal de Yugoslavia.
De acuerdo con lo dispuesto en el artículo 86 de la Constitución, el presidente es elegido por un período de cinco años renovable una sola vez por sufragio universal, por votación secreta y por mayoría uninominal en dos rondas.
Los ciudadanos serbios pueden participar apoyados por un partido político registrado oficialmente a más tardar el día anterior a la convocatoria de las elecciones, o patrocinados por al menos 10.000 votantes registrados. La ley electoral estipula que, para ganar en la primera vuelta, un candidato debe obtener un número de votos equivalente a la mayoría absoluta de los votantes. En caso de fracaso, dos semanas después se convoca una segunda vuelta entre los dos candidatos más votados. Se elige al que obtenga el mayor número de votos. En la primera como en la segunda ronda, es necesaria la participación de al menos la mitad de los ciudadanos registrados para validar el resultado.

## Resultados
| Candidato                 | Partido                          | Votos     | %      |
| ------------------------- | -------------------------------- | --------- | ------ |
| Tomislav Nikolić          | Partido Radical Serbio           | 1.166.896 | 46.23  |
| Dragoljub Mićunović       | Oposición Democrática de Serbia  | 893.906   | 35.42  |
| Velimir Ilić              | Nueva Serbia                     | 229.229   | 9.08   |
| Marijan Rističević        | Partido Campesino Popular        | 72.105    | 2.86   |
| Dragan Tomić              | Partido Socialista de Serbia     | 54.703    | 2.17   |
| Radoslav Avlijaš          | Partido de la Patria Democrática | 20.872    | 0.83   |
| Votos nulos               | Votos nulos                      | 86.178    | 3.41   |
|                           |                                  |           |        |
| Total                     | Total                            | 2.523.889 | 100.00 |
| Registrados/Participación | Registrados/Participación        | 6.506.505 | 38.79  |